# Chrysobythidae
Chrysobythidae es una familia extinta de insectos himenópteros de la superfamilia Chrysidoidea que vivió durante el Cretácico.

## Taxonomía
Comprende los siguientes géneros y especies:
- Género Aureobythus Melo & Lucena, 2019
  - Aureobythus decoloratus Melo & Lucena, 2019 (especie tipo)
  - Aureobythus punctatus Melo & Lucena, 2019
  - Aureobythus villosus Melo & Lucena, 2019
- Género Bethylochrysis Melo & Lucena, 2019
  - Bethylochrysis clypeata Melo & Lucena, 2019 (especie tipo)
- Género Chrysobythus Melo & Lucena, 2019
  - Chrysobythus areolatus Melo & Lucena, 2019 (especie tipo)